# 北就勝
北 就勝（きた なりかつ）は、戦国時代の武士。安芸国の国人・毛利氏の当主である毛利弘元の四男で、毛利興元、毛利元就、相合元綱の異母弟にあたる。

## 生涯
生年は不明だが、安芸国の国人・毛利弘元の四男として生まれる。母は弘元の侍女で有田某の娘。
足が不自由であったため、初めは仏門に入って安芸国高田郡山手の常楽寺の住持となっていたが、後に還俗。還俗後は、かつての安芸国の有力国人であった高橋氏の一族で、安芸国高田郡北を本拠地とした北氏の名跡と遺領を継ぎ、次兄である毛利元就から「就」の偏諱を与えられ、「北式部少輔就勝」と名乗った。還俗した正確な時期は不明であるが、「北式部少輔就勝」と署名している起請文の年次と毛利家文書に残る大内氏側との北の所有権を巡るやりとりから享禄3年（1530年）以前と推測出来る。
享禄5年（1532年）7月13日の毛利氏家臣団32名が互いの利害調整を元就に要請した連署起請文では、8番目に「北式部少輔就勝」と署名している。
就勝には子が無かったため、天文13年（1544年）12月20日に毛利元就の次男で就勝の甥にあたる元春を養子に迎えて、自らの死後に所領を譲る契約を行った。しかし、天文18年（1549年）に元春は吉川興経を廃した後の吉川氏へ養子として入ることになり、北氏は就勝の代で断絶した。ただし、養子縁組自体は破棄されておらず、就勝死後は元春が北を相続し、天正3年（1575年）12月23日には仁保元棟（後の繁沢元氏）に就勝の先給地である上下庄北の内の百貫が相続されている。
弘治3年（1557年）8月7日に死去｡法名は「勝翁就心信士」。
なお、山口県文書館には、就勝の次男とされる元忠から幕末の毛利元龍へと繋がる「水戸藩毛利元龍家系」という家系図が所蔵されているが、就勝の次男である筈の元忠の生年が就勝が還俗していない永正17年（1520年）となっていること、後々の記載になるにつれて辻褄が合わなくなってくる事から当該史料の史実性は限りなく低いと思われる。